# Jason McCaslin
Jason McCaslin (nascut el 3 de setembre de 1980), més conegut com a Cone toca el baix i realitza els cors a la banda de punk rock canadenca Sum 41. Va néixer a Toronto, Ontario i es va unir a la banda com a últim membre el Febrer de 1999, reemplaçant Mark Spicoluk. Sum 41 va signar amb Island Records mesos després que ell s'unís a la banda.
McCaslin va tocar el seu primer baix als 14 anys quan es va unir a una banda de grunge, anomenada "Second Opinion", amb el bateria de Avril Lavigne, Matt Brannan i altres veïns en el seu escola. Tots havien escollit ja un instrument i com el baix era el que quedava va haver d'aprendre a tocar-lo. Abans d'unir-se a Sum 41 va ser acomodador en una obra de teatre i va adquirir el sobrenom "Cone" que li va posar Deryck Whibley a causa del fet que a l'escola secundària solia menjar gelats en cono al dinar.
En Sum 41, Cone és probablement el membre més proper de la banda així com el més visible, ja que parla amb el públic i contesta les preguntes del lloc oficial.

## The Operation M.D.
Cone ha començat un projecte anomenat The Operation M.D. amb Todd Morse el 2002, però han començat a treballar recentment. L'operació M.D. ja va llançar el seu primer àlbum en el seu My Space "We have an Emergency" (tenim una emergència) que va ser lliurat el 20 de febrer del 2007 per Aquarius Records, el seu sobrenom en aquesta banda és Dr Dynamite (Dr Dinamita).
Ell canta cançons, toca teclat i baix a la banda.

## Filmografia
| Año  | Pel·lícula | Personatge | Director           |
| ---- | ---------- | ---------- | ------------------ |
| 2005 | Dirty Love | Jason      | John Mallory Asher |

## Discografia de Sum 41
- Half Hour of Power (1999/2000).
- All Killer No Filler (2001).
- Motivation EP (2002).
- Does This Look Infected? (2002)
- Does This Look Infected Too? (2002).
- Chuck (2004)
- Go Chuck Yourself (2005/2006).
- Underclass Hero (2007).
- 8 Years of Blood, Sake, and Tears: The Best of Sum 41 2000-2008 (2008).
- Complicity (2009).
- Screaming Bloody Murder (2011).